# Abertis
Abertis Infraestructuras, SA es una corporación española fundada en 2003, con sede social en Madrid y sede operativa en Barcelona, dedicada a la gestión de autopistas. Es la primera concesionaria de autopistas en España y el primer operador mundial por número de kilómetros gestionados, repartidos en catorce países de Europa e Iberoamérica. Anteriormente también se dedicaba a la gestión de infraestructuras de telecomunicaciones.

## Historia

### Orígenes en Autopistas, Concesionaria Española S.A.
A.C.E.S.A. (Autopistas, Concesionaria Española S.A.) nació en 1967, inaugurando la primera autopista de peaje de España en julio de 1969, Montgat–Mataró (antigua A-19). En los siguientes años, se adjudicó la concesión del tramo La Junquera–Salou de la AP-7 (incluida B-30), el tramo Zaragoza–El Vendrell de la AP-2 y las autopistas del área metropolitana de Barcelona: A-16 Barcelona–El Vendrell, A-17 Barcelona–Granollers, A-18 Barcelona–Manresa y A-19 Barcelona–Mataró.

### Fundación de Abertis
Abertis Infraestructuras se hace efectiva en enero de 2003, tras su constitución en diciembre de 2002, como consecuencia de la fusión de las dos mayores concesionarias de autopistas del país, Acesa y Áurea, constituyendo la empresa española más importante de gestión de infraestructuras de transportes y comunicaciones, en una estrategia orientada a competir a nivel continental. Pasó a ser la tercera empresa de gestión de autopistas más importante de Europa, por detrás de la empresa italiana Autostrade y de la francesa ASF. Abertis contaba en 2003 con presencia en más de 10 países a través de 50 empresas filiales. Ese mismo año la filial de telecomunicaciones de Acesa pasa a llamarse Abertis Telecom.

### Adquisiciones en Francia y vetos en Italia
En diciembre de 2005, el gobierno francés seleccionó al consorcio liderado por Abertis, para adquirir el 75,7% (100% desde abril de 2017) del capital de la sociedad concesionaria de autopistas Sanef (Société des Autoroutes du Nord et de l'Est de la France), el tercer mayor operador por kilómetros gestionados de autopistas en Francia.
En abril de 2006, Abertis y Autostrade (actual Atlantia), acordaron una fusión entre ambas, en la que el reparto entre los mayores accionistas de la sociedad resultante sería: Schemaventotto (familia Benetton), (25%), ACS (12,5%), La Caixa (11,7%), Caixa Catalunya (2,9%) y Sitreba (Bancaja, CAM y Unicaja), 2,8% del capital. Tras meses de amenazas por parte del gobierno italiano, de rescindir concesiones a Autostrade en caso de acometerse la integración de ambas empresas, en agosto de 2006 se oficializó el veto mediante el regulador de autopistas italiano ANAS, que finalmente bloqueó la operación al introducir un cambio en la normativa italiana sobre concesiones viarias. Las trabas y reticencias del ejecutivo transalpino frente a la resultante mayoría accionarial española en esta fusión, se añadieron a las de julio de 2005, con los impedimentos a la OPA propuesta por la entidad española BBVA sobre la entidad italiana BNL, impuestos por parte del Banco de Italia, movilizando a varias compañías italianas a lanzar una contraopa para impedir finalmente el proyecto del BBVA. En diciembre de 2006 y pese a las advertencias de la Unión Europea en ambas operaciones, contrarias a las maniobras proteccionistas del gobierno italiano, Autostrade y Abertis anunciaron, tras las trabas, su renuncia a la fusión.
En 2018 Atlantia y Grupo ACS se hicieron con el control de la concesionaria española, tras una OPA para hacerse con el capital en manos de los accionistas minoritarios. Tras esta operación, Abertis dejaba de cotizar en el mercado de valores español tras 16 años haciéndolo, desde su constitución.

### Infraestructuras de telecomunicaciones
Acesa Telecom (posteriormente Abertis Telecom, actualmente Cellnex Telecom) adquiere en el año 2000 el 52% de las acciones de Tradia, dando origen a la compañía que posteriormente se configuraría como líder en gestión de infraestructuras de telecomunicaciones en España. En 2003 finaliza el proceso de escisión de Auna, dando lugar al operador integral de telecomunicaciones de Retevisión. Desde 2006, Abertis Telecom (Cellnex) es la concesionaria operadora del servicio de las señales de la Televisión Digital Terrestre en España a nivel nacional. El 7 de mayo de 2015 la filial de telecomunicaciones de la compañía, Abertis Telecom, comienza su cotización en bolsa, tras una reestructuración en la que la compañía se desliga de su matriz Abertis y cambia su denominación a Cellnex Telecom. En 2017 Abertis incrementó su participación en el operador de satélites Hispasat hasta el 90,74%, tras adquirir el 33,69% de Eutelsat. El 12 de julio de 2018, Abertis cerró la venta de Cellnex Telecom a Connect por 1.489 millones de euros. El 12 de febrero de 2019, Abertis anunció que vendería su participación en Hispasat del 89,7% a Red Eléctrica de España por 949 millones de euros, finalizando la venta el 3 de octubre de 2019 por 933 millones de euros. Con la venta de Cellnex Telecom e Hispasat, Abertis pasa a centrarse únicamente en la gestión de autopistas.

### Ilegalidades
En 2007 la Comisión Europea presentó un recurso contra España ante el Tribunal de Justicia de la Unión Europea, por la adjudicación en 1999 de la concesión a la empresa Iberpistas perteneciente a Abertis de la construcción, conservación y explotación de las conexiones de la autopista AP-6 con Segovia y Ávila materializadas en las AP-61 y AP-52.
En el año 2009 la CNC multa a Abertis por la cantidad de 22,6 millones de euros a la división de telecomunicaciones de Abertis por abusar de su posición de dominio mediante prácticas que, según el regulador, tenían por objeto el cierre anticompetitivo del mercado. Según la CNC, Abertis impuso en algunos casos a sus clientes -- las cadenas de televisión -- cuantiosas penalizaciones en el caso de rescisión anticipada de sus contratos. En otros casos, estableció una excesiva duración de los contratos.
En el año 2010, el Tribunal de Justicia de la Unión Europea condenó el concurso público que realizó el Ministerio de Fomento (bajo la entonces dirección del popular Rafael Arias Salgado) para las obras de los años 2000, declarando por tanto ilegales la concesión y licitación de las obras y la consiguiente prórroga de la concesión del peaje, que terminaba en el año 2018. Unas obras que, sin embargo, se realizaron mientras el Tribunal estudiaba el caso y posteriormente, una vez concluidas estas, dictaba sentencia.
Todo ello afecta de lleno a la localidad de San Rafael, cuya población lleva años protestando y demandando desde hace décadas una solución a la grandísima cantidad de vehículos que abarrotan y bloquean la travesía de la N-6 a su paso por la localidad, debido a que es la alternativa gratuita al peaje de la AP-6. Por este motivo la localidad demanda al Ministerio de Fomento el fin del peaje de la AP-6, que expiraba en 2018 y cuya prórroga fue condenada por el TJUE, o la construcción de una variante como ya se hiciera con la población de Guadarrama en 2005.
Aunque el gobierno tenía por obligación fijar la fecha del fin del peaje entre el 18 de noviembre de 2024 y el 18 de noviembre de 2029 este decidió fijarlo el 19 de noviembre de 2029, 30 años después de su concesión, alargándolo en 2020 al máximo hasta dejarlo ilegalmente fuera de plazo por un día.

## Áreas de negocio

Logo de «Autopistas», su división de infraestructuras.

El grupo se dedica a la gestión de infraestructuras, principalmente autopistas:

### Actuales

#### Autopistas
- Autopistas. Su filial de infraestructuras viarias, es la primera concesionaria del sector en España (67% de las concesiones del país) y la primera compañía del mundo por número de kilómetros en régimen de concesión. Está presente en catorce países de Europa e Hispanoamérica.[28]

Gestiona más de 8.300 kilómetros en el mundo: 3.246 km en Brasil (que representa el 17% del total de vías de peaje del país), 1.760 en Francia (22% del total), más de 1500 en España (67% del total) y 711 en Chile, entre otros países.

##### Concesionarias en España
| Concesionaria | Km  | Autopistas      | Tramos                                   |
| ------------- | --- | --------------- | ---------------------------------------- |
| Aucat         | 47  | C-32 (A-16)     | Castelldefels - El Vendrell              |
| Autema        | 48  | C-16 (A-18)     | Barcelona - Manresa                      |
| Túnels        | 71  | C-16 (A-18)     | Túnel del Cadí Túneles de Vallvidrera    |
| Avasa         | 294 | AP-68           | Bilbao - Zaragoza                        |
| Iberpistas    | 70  | AP-6            | Collado Villalba - Adanero               |
| Castellana    | 51  | AP-51 AP-61     | Villacastín - Ávila San Rafael - Segovia |
| Aulesa        | 38  | AP-71           | Astorga - León                           |
| Trados 45     | 14  | M-45 (Tramo II) | Circunvalación de Madrid                 |

##### Concesionarias en el resto del mundo
| Concesionaria                | País        |
| ---------------------------- | ----------- |
| Grupo Arteris                | Brasil      |
| Grupo Sanef                  | Francia     |
| GCO (Hasta 2022 o 2023)      | Argentina   |
| Ausol                        | Argentina   |
| APR                          | Puerto Rico |
| Metropistas                  | Puerto Rico |
| Autopista del Elqui          | Chile       |
| Autopista Rutas del Pacífico | Chile       |
| Autopista Central            | Chile       |
| Autopista Los Libertadores   | Chile       |
| Autopista del Sol            | Chile       |
| Autopista del Sol            | Argentina   |
| Autopista Los Andes          | Chile       |
| Coviandes                    | Colombia    |

 Red Via Corta [México]

### Anteriores

#### Cellnex Telecom e Hispasat
- Infraestructura de telecomunicaciones. Abertis contaba con participaciones mayoritarias en compañías de gestión de telecomunicaciones. En el sector de las telecomunicaciones terrestres, contaba con una participación en Cellnex Telecom, antigua Abertis Telecom, que el grupo sacó a bolsa en mayo de 2015.[30] También fue el mayor accionista con una participación del 90,8%, del operador español de satélites Hispasat, mientras que el restante 9,2% fue de propiedad estatal, a través del CDTI (1,8%) y de SEPI (7,41%).

## Estructura empresarial

### Accionariado
| Sociedad  | % de participación |
| --------- | ------------------ |
| Mundys    | 50%                |
| Grupo ACS | 30%                |
| Hochtief  | 20%                |